# Ambient Monkeys
Ambient Monkeys es el vigesimoctavo álbum de estudio del grupo alemán de música electrónica Tangerine Dream. Publicado en 1997 por el sello TDI destaca por ser un disco de estilo próximo al ambient incluyendo composiciones de Bach o Mozart.
Brian E. Kirby, en su crítica para AllMusic, lo cataloga como un álbum que "incluye un par de obras clásicas, otras modificadas de álbumes como Optical Race y Green Desert, y algunas canciones originales la mayoría de las cuales no se desarrollan lo suficiente como para causar una gran impresión. Debido a estas características posiblemente cumplió su propósito original bastante bien. Como álbum, sin embargo, no pasa de ser una curiosidad".

## Producción
Grabado en 1997 en los Fujiwara Studios de Viena el material que compone el álbum surgió como música pre-conceptual que Tangerine Dream programaba antes de los conciertos de su gira europea de 1997. Los temas fueron editados más tarde por el sello del grupo, según indicaba en el libreto, por petición de los aficionados. 
El estilo del disco mezcla composiciones cercanas a la música ambient o a los ritmos de discoteca, cercanos al jungle o al drum and bass, con efectos de sonido ambiental extraídos de la naturaleza o la fauna. En el listado de canciones también se incluyen adaptaciones de tres composiciones de autores de música clásica: «Symphony In A-minor» de Johann Sebastian Bach, «Largo (from Xerxes)» de Georg Friedrich Händel (publicada previamente en el álbum Tyranny Of Beauty) y «Concerto In A-Major / Adagio» de Wolfgang Amadeus Mozart.

## Lista de temas
| N.º   | Título                             | Escritor(es)               | Duración |  |
| 1.    | «Token From Birdland»              | Edgar Froese Jerome Froese | 5:59     |  |
| 2.    | «Symphony In A-minor»              | Johann Sebastian Bach      | 3:26     |  |
| 3.    | «The Seventh Propeller Of Silence» | Edgar Froese Jerome Froese | 3:51     |  |
| 4.    | «Calyx Calamander»                 | Edgar Froese Jerome Froese | 4:41     |  |
| 5.    | «Largo (from Xerxes)»              | Georg Friedrich Händel     | 3:04     |  |
| 6.    | «Riddle Of The Monkey Tribe»       | Edgar Froese Jerome Froese | 3:42     |  |
| 7.    | «Moon Marble»                      | Edgar Froese Jerome Froese | 3:32     |  |
| 8.    | «Concerto In A-Major / Adagio»     | Wolfgang Amadeus Mozart    | 1:46     |  |
| 9.    | «Lemon Vendor Khaly»               | Edgar Froese Jerome Froese | 3:37     |  |
| 10.   | «Campera De Mon Glyan»             | Edgar Froese Jerome Froese | 4:47     |  |
| 11.   | «Virtue Is Its Own Reward»         | Edgar Froese Jerome Froese | 3:10     |  |
| 12.   | «Panta Rhei»                       | Edgar Froese Jerome Froese | 3:15     |  |
| 13.   | «Myopia World»                     | Edgar Froese Jerome Froese | 3:46     |  |
| 45:32 |                                    |                            |          |  |

## Personal
- Edgar Froese - intérprete y producción
- Jerome Froese - intérprete y masterización